# Мекейл Вільямс
Мекейл Енді Вільямс (англ. Mekeil Andy Williams; нар. 24 липня 1990 року, Порт-оф-Спейн, Тринідад і Тобаго) — тринідадський футболіст, захисник «Колорадо Рапідз» та збірної Тринідаду і Тобаго.

## Клубна кар'єра
Починав свою кар'єру в тринідадському клубі «Ма Пау». 2011 року Вільям перейшов в більш сильний «В Коннекшн». В його складі захисник ставав чемпіоном країни.
У 2012—2013 роках Вільямс грав півтора сезону в Європі, де виступав у других дивізіонах чемпіонатів Польщі і Данії. Після цього тринідадець повернувся в «Коннекшн». За цю команду він виступав до липня 2015 року, коли перейшов в гватемальський клуб «Антигуа». З ним він виграв осінній чемпіонат країни.
4 лютого 2016 року Вільямс підписав контракт з клубом МЛС «Колорадо Рапідз».

## Міжнародна кар'єра
За збірну Тринідаду і Тобаго Мекейл Вільямс дебютував 21 січня 2012 року в товариському матчі проти збірної Фінляндії. У дебютному матчі захисник відзначився забитим голом, а його збірна програла 2:3.
Наступного разу виклик в національну команду Вільямс отримав тільки через 3 роки. У 2015 році він увійшов в заявку Тринідаду і Тобаго на Золотий Кубок КОНКАКАФ, де дійшов з командою до чвертьфіналу.

## Досягнення

### Міжнародні
- Фіналіст Клубного чемпіонату КФС (1): 2013.

### Національні
- Чемпіон Тринідаду і Тобаго (2): 2011/12, 213/14.
- Володар Кубка Тринідаду і Тобаго (1): 2013/2014.
- Чемпіон Гватемали (1): 2015 (А).